# Las aventuras de Quicky
Las aventuras de Quicky es una serie de historietas creada por Ramón María Casanyes en 1994.

## Origen
A mediados de 1993, José Antonio Carreira, responsable la empresa Nestlé, quería que se realizara una historieta de unas 44 páginas con el personaje de Nesquik como protagonista. Él se lo propuso a Casanyes, que en un principio se negó, pero que aceptó al ver que se buscaba una historia con nivel y que tendría siete meses para realizarla con total libertad. Casanyes no quería que las historias consistieran en ver al personaje de Quicky tomando Nesquik, entonces, tras ver la película Ben-Hur, se le ocurrió que el producto se usara en el comienzo y la celebración final, pero el resto fuera una aventura que divirtiera al lector. Los personajes debían ser creíbles, si bien el personaje de Quicky era la excepción, y el villano, Barón Von Apetit, no podía consumir o mencionar Nesquik, pero que debía tener una importancia argumental.

## Títulos
- El misterio de las ortigas
- El impostor
- El carámbano negro